# Em paz por terras de Angola
Em paz por terras de Angola (dt. etwa: In Frieden durch die Landschaften Angolas) ist eine Fotoreportage und ein portugiesischer Bildband des Fotografen Jean Charles Pinheira und seiner Frau Marie Christine Pinheira, mit Texten von Sandro Bettencourt.

## Entstehung
Statt seine Auswanderungspläne nach Südafrika zu realisieren, wendete sich das Interesse Pinheiras Angola zu, nachdem ihm sein portugiesischer Onkel 1969 von der Schönheit der damaligen portugiesischen Kolonie erzählte. In der von ihm in der Folge begründeten Gruppe Australe 70 wurde er begleitet vom jugoslawischen Mechaniker Kosta Cveticain, und von den Filmregisseuren Bernard Bolle (Schweiz) und Guy Leroy (Frankreich). Das portugiesische Übersee-Ministerium (Ministério do Ultramar) finanzierte die Schiffspassagen der Gruppe und ihrer Ausrüstung und Fahrzeuge, das portugiesische Unternehmen Rocha Monteiro gewährte einen Kredit und spendete das Canon-Fotomaterial, während Fina als Sponsor für Kraftstoff, Öl u. a. sorgte.
Im Juni 1970 reiste die Gruppe nach Lissabon, von wo sie mit offizieller Genehmigung und ihrer komplettierten Ausrüstung nach Luanda einschifften. Nach ausgiebigen Aufnahmen in der Hauptstadt Angolas, machten sie sich zu Reisen quer durch das Land auf. Nach eineinhalb Jahren kehrten die Filmschaffenden der Gruppe zurück nach Frankreich, wo sie Dokumentarfilme aus ihrem Material erstellten. Im Januar 1973 reiste auch Pinheira nach Frankreich zurück. Dort lernte er die junge Fotografin Marie Christine kennen, die er später heiratete und mit der er bis heute zusammen lebt. Der Einladung ihres späteren Ehemanns folgend, schloss diese sich ihm und seinen verbliebenen Gefährten der Australe 70 an, als sie 1973 erneut nach Angola aufbrachen, wo sie bis Weihnachten 1974 weiter fotografierten. Mit dem Ende des portugiesischen Kolonialkrieges und der anschließenden Unabhängigkeit Angolas 1975 versank das Land zunehmend im Bürgerkrieg, und die Gruppe sah sich gezwungen, Angola zu verlassen, nachdem sie annähernd 200.000 Kilometer im Land seit 1970 zurückgelegt hatten.
Pinheira veröffentlichte in den Folgejahren eine Vielzahl weiterer Fotoreportagen, vor allem aus französischen Regionen und aus Brasilien, zum Teil in Zusammenarbeit mit seiner Frau.
Erst 2010 erschien in Portugal die vorliegende Fotoreportage seiner Angola-Reise 1970–1975, mit Texten des 1975 in Angola geborenen, portugiesischen Journalisten Sandro Bettencourt (Em paz por terra de Angola, Zebra Publicações, Lissabon 2010, ISBN 978-989-8391-03-2).
Die lange Verzögerung erklärt sich zum einen mit dem jahrzehntelangen Bürgerkrieg in Angola und den vielfältigen gesellschaftlichen Veränderungen in Portugal nach seiner Nelkenrevolution 1974, die die Aufmerksamkeiten verschoben, und kein Interesse an der Fotoreportage entstehen ließen. Zum anderen ist die Veröffentlichung zum heutigen Zeitpunkt dem erneut gewachsenen Interesse an Angola seitens der portugiesischen Gesellschaft geschuldet, besonders als zuletzt bedeutendes Auswanderungsland für Portugiesen und den historischen Parallelen.

## Inhalt
Das Buch zeigt, mit begleitenden Erläuterungstexten, die verschiedenen Facetten Angolas zwischen 1970 und 1975, seine Städte und Landschaften, seine Ethnien, und die Flora und Fauna des Landes.
Nach einem Vorwort des 1947 in Angola geborenen portugiesischen Journalisten Emídio Rangel, und der Einleitung Sandro Bettencourts zu Angola und zum Fotografen und seinem Projekt, folgen die fünf Kapitel des Buches. Jedem Kapitel ist ein passendes Gedicht oder Literaturzitat mit Foto vorangestellt, und ein Einleitungstext Bettencourts. Die Fotos werden von kurzen, informativen Notizen begleitet.
Im ersten Kapitel werden die wichtigsten Städte, ihre Bauwerke und Eigenheiten vorgestellt. Das zweite Kapitel widmet sich der Wirtschaft Angolas, sowohl der Landwirtschaft (Kaffee, Baumwolle, Bananen u. a.), als auch der Industrie (Ölraffinerie, Zucker, Nahrungsmittelverarbeitung) und dem Abbau von Rohstoffen (Öl, Diamanten, Erze u. a.), ebenso der Infrastruktur (u. a. die Häfen und der Schienenverkehr in Angola). Den angolanischen Teil der ältesten Wüste der Welt, der Namib, stellt das dritte Kapitel vor. Die verschiedenen Volksstämme Angolas und ihre Sitten und Gebräuche sind Gegenstand des vierten Kapitels, darunter die Buschmänner und verschiedene Bantu-Ethnien. Im fünften Kapitel schließlich werden besondere Begegnungen, Stimmungen und Situationen gezeigt, die als charakteristisch für die Anziehungskraft des Landes beschrieben werden.

## Kritik
Das Buch wurde Ende 2010 in Portugal veröffentlicht und erlangte einige mediale Aufmerksamkeit.
Mit seinen meist aufmerksam lebendigen und kraftvollen, teilweise aber auch oberflächlich-plakativen Fotografien (überwiegend in Farbe), und deren begleitende Notizen liefert das Buch einen umfassenden Überblick über das Angola der frühen 70er Jahre. Es werden dabei die positiven Aspekte betont, und negative Punkte weitgehend ausgeklammert. So finden etwa die problematischen Situationen bei den Menschenrechten, in den Arbeitsverhältnissen und bei der Einkommensverteilung keine Erwähnung, während andere Punkte verklärt dargestellt werden, etwa die Armut der lokalen Bevölkerungsgruppen und ihr fehlender Zugang zu moderner Gesundheitsversorgung und Bildung, die hier einseitig als idyllische Ursprünglichkeit dargestellt sind. Zu erwähnen ist dabei die wertfreie Darstellung und die wertschätzende Annäherung an die lokalen Bevölkerungsgruppen, und das vorurteilsfreie Interesse an den Traditionen, der Kunst und der Geschichte der besuchten Ethnien. So ist das Buch eine informative, wenn auch in Teilen einseitige Bestandsaufnahme und eines der wenigen umfassenden Porträts Angolas vor seiner Unabhängigkeit.